# Livets brunn

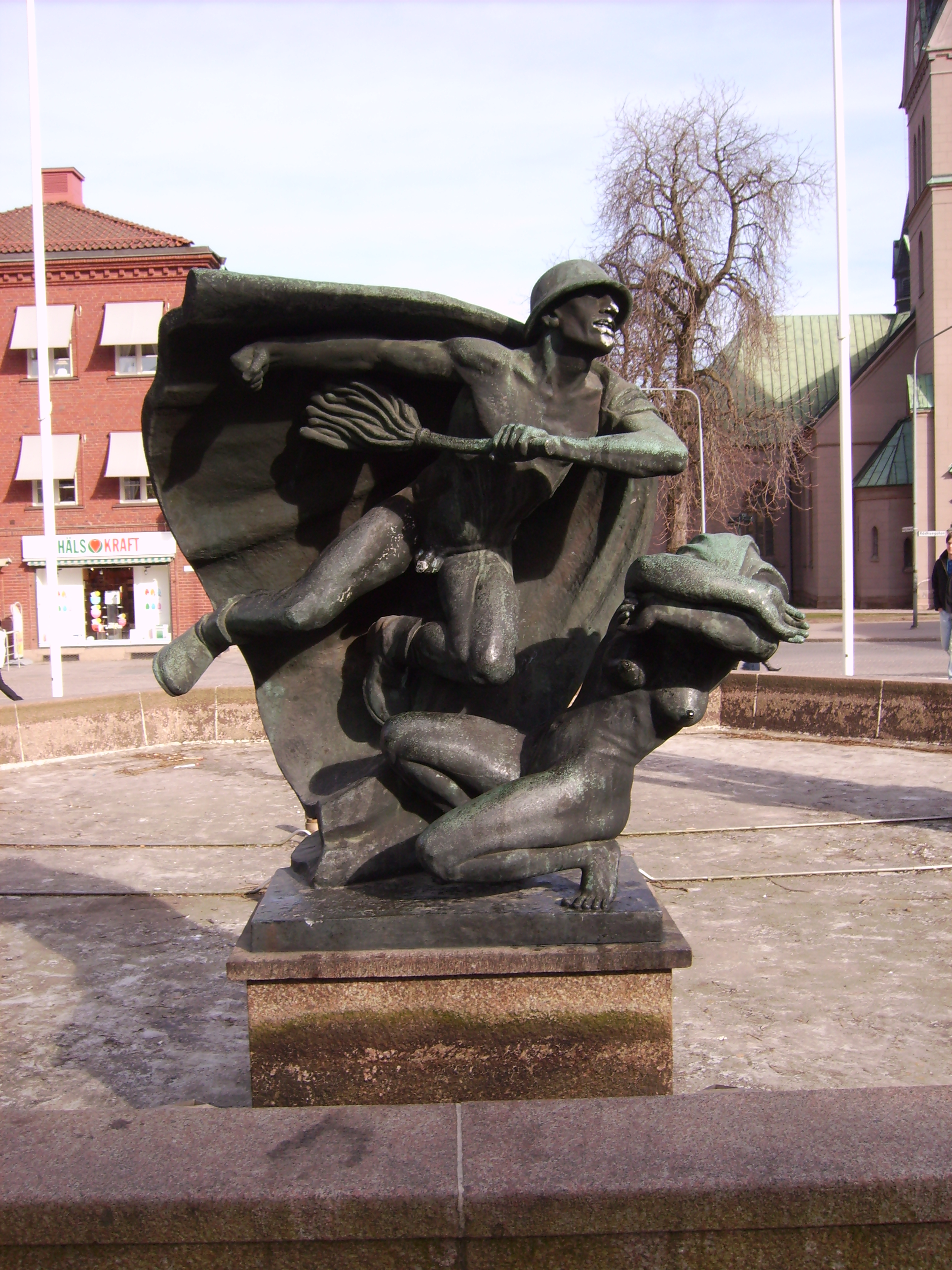
Våldet

Livets brunn är en skulpturgrupp och fontän på Hertig Johans torg i centrala Skövde.
Livets brunn är utfört av skulptören Ivar Johnsson och invigdes i september 1950.
År 2012 blev konstverket  omdebatterat efter att bland andra riksdagsledamoten Monica Green framfört som sin åsikt att statyn är kvinnoförnedrande och att kommunens konstchef Ingemar Arnesson framfört att verket borde rivas.

## Fotogalleri

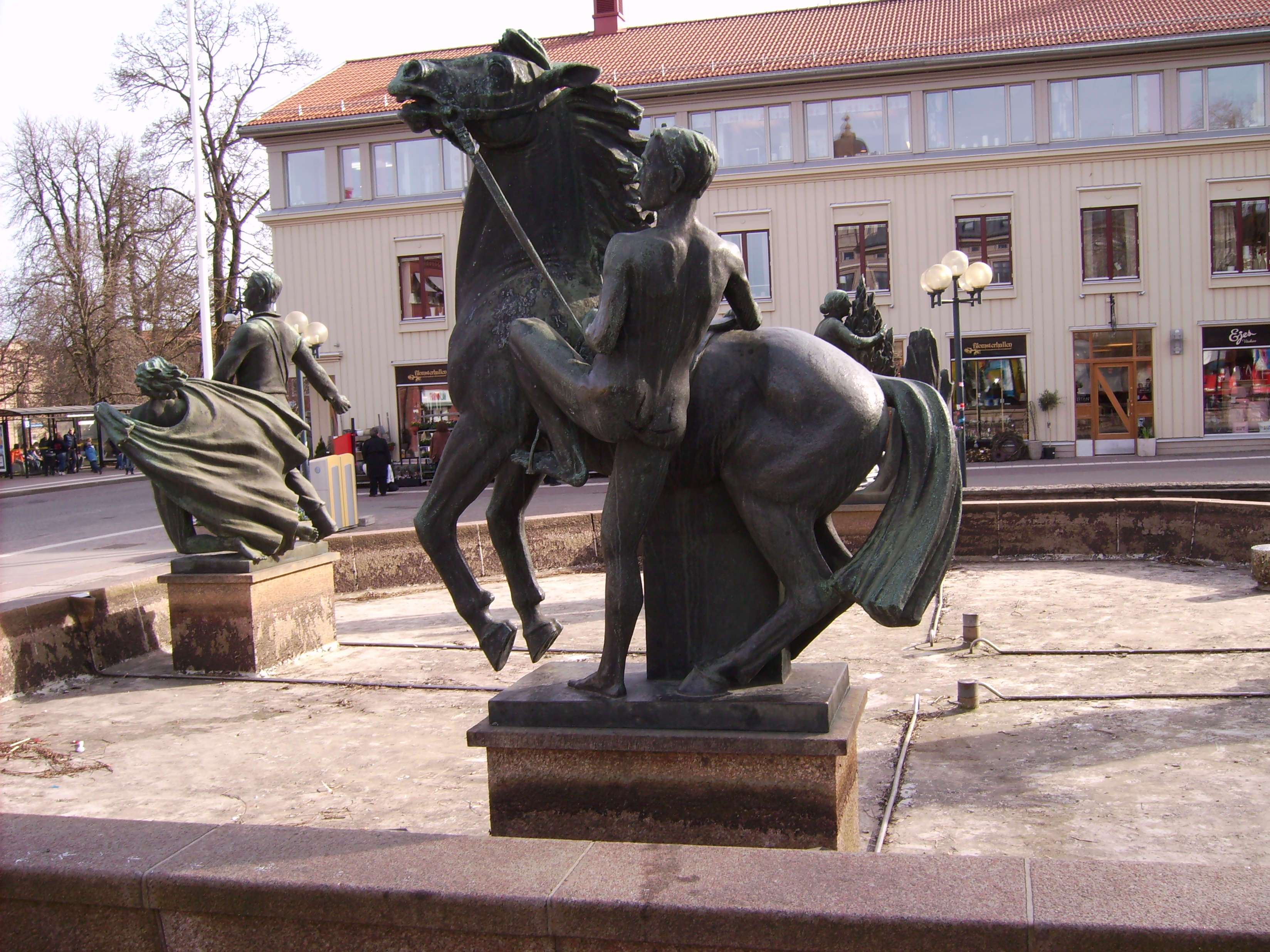
Den norra skulpturen
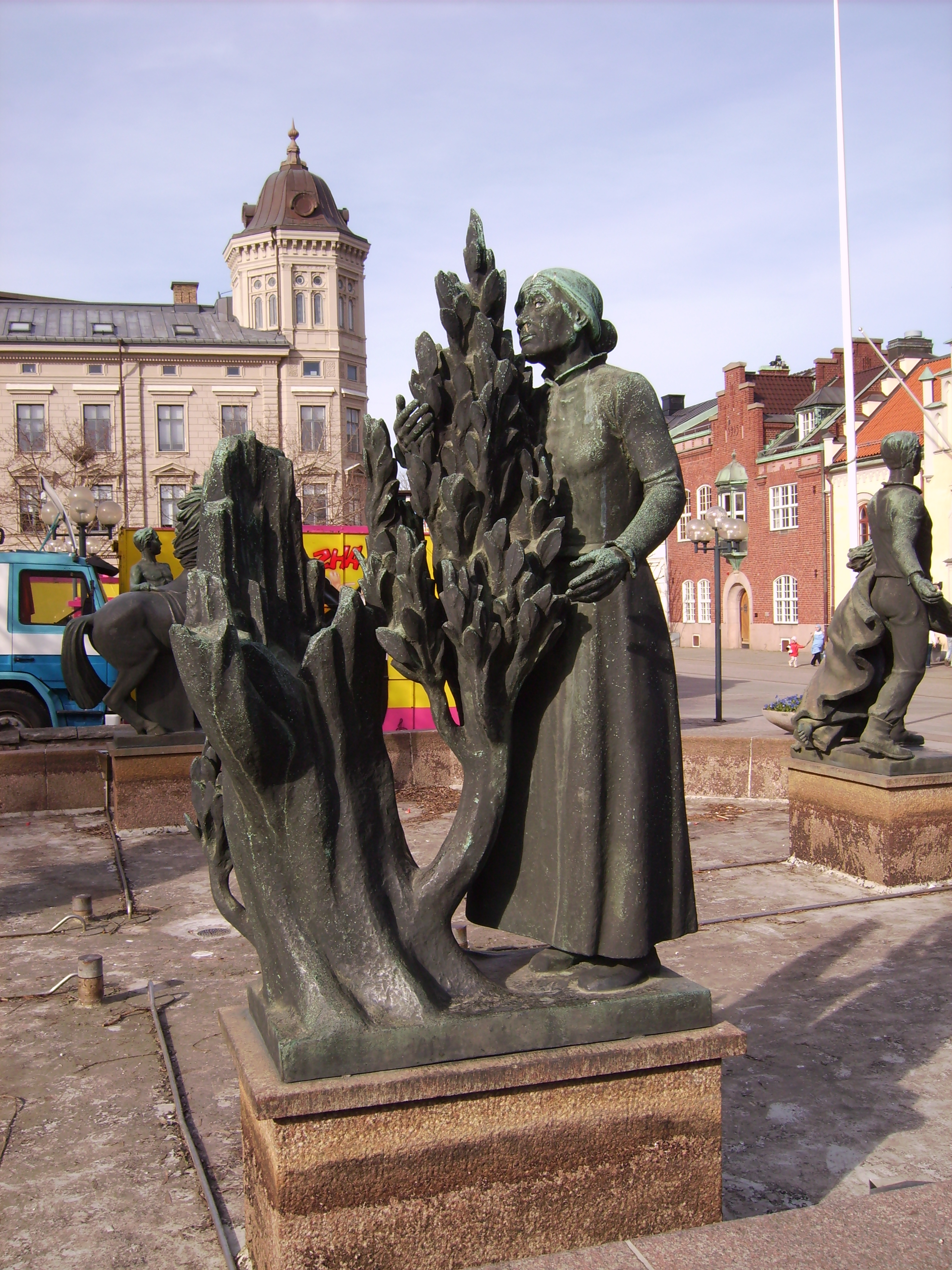
Den södra skulpturen
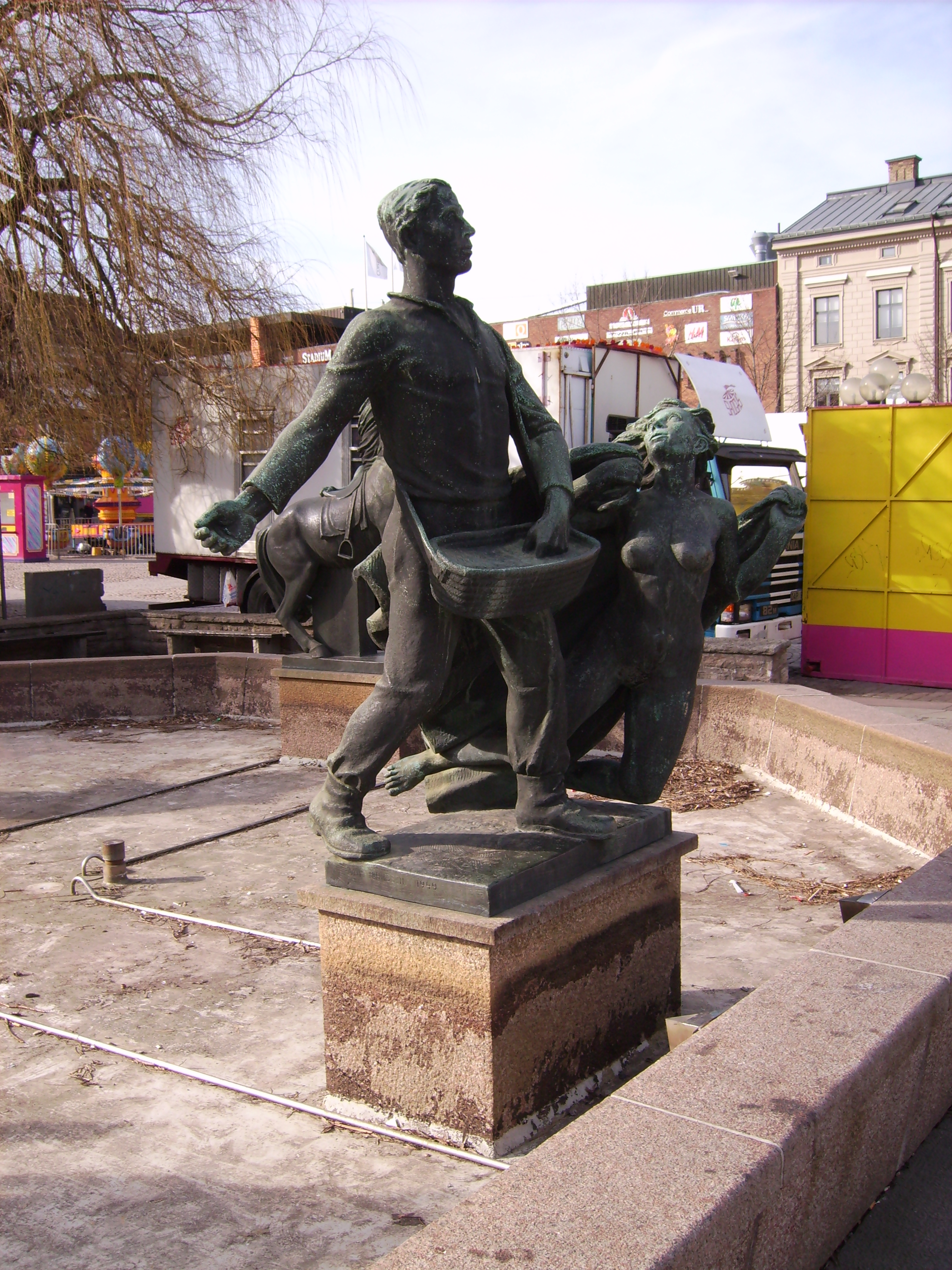
Den östra skulpturen